# ミテキ・クドー
ミテキ・クドー（Miteki Kudo、日: 工藤 美笛、1970年 - ）は、フランスのバレエダンサーである。

## 経歴
1970年、パリの生まれ。父親が日本人（日本人舞踊家、工藤大貮）、母親がフランス人（パリ・オペラ座バレエ団のエトワールだったノエラ・ポントワ）である。
幼いころから父母の舞台を観ていた彼女は、7歳からバレエを始めた。バレエを始めることについて父は賛成したが、母は最初反対していた。その後母も折れ、両親の考えによって1981年に、パリ・オペラ座バレエ学校に入学した。その年のバレエ学校入学志望者は約800人いたが、彼女を含めて最終的に合格したのは12名のみだった。バレエ学校では毎年試験があって、その成績が悪いと退学となってしまうため、バレエ学校の授業が終了した後も、パリ郊外にあった父のバレエ学校で夜9時半まで練習し、さらに土曜日も父と共に練習していた。
1986年にバレエ学校を卒業し、パリ・オペラ座バレエ団に入団した。1981年にバレエ学校に一緒に入学した12人の仲間のうち、パリ・オペラ座にダンサーとして採用されたのは彼女を含めて2名のみだった。入団後キャリアを重ね、1997年、ピナ・バウシュ振付『春の祭典』のパリ・オペラ座初演では、「生贄」の役に抜擢された。この役柄は、彼女自身にクラシックバレエよりもコンテンポラリーダンスの方が自分の個性を発揮できることを気づかせ、クラシックバレエの踊り手からコンテンポラリーダンスの表現者への大きな転機を迎えることになった。コンテンポラリーでは、勅使川原三郎、イリ・キリアン、マギー・マランなどの作品も踊っている。2011年6月、引退。階級はスジェ。
日本では、資生堂のキャンペーンやネスレのCMなどに起用された経験がある。バレエ公演でたびたび来日し、1993年1月に東京で開催された『ニューイヤー・エトワール・ガラ』では母ノエラ・ポントワと共演した。
バレエ団でしばしばパートナーを組んだ同僚、ジル・イゾアールとの間に2子あり。新書館の雑誌「ダンスマガジン」の連載をまとめた『パリ・オペラ座のバレリーナ』（2007年）などの著書がある。

## 出演

### 映画
- エトワール（2000年）